# Chichibu
Chichibu (jap. 秩父市 Chichibu-shi) – miasto w Japonii, na wyspie Honsiu (Honshū), w prefekturze Saitama. 
Chichibu słynie z imponującej przyrody, w tym gór, które zapewniają możliwości uprawiania turystyki pieszej. Zalesione góry otaczające miasto przez wiele stuleci były ważnym ośrodkiem kultu górskiego (Shugendō), z istniejącymi do dziś sanktuariami, które kontynuują pradawne tradycje. 
Największym corocznym wydarzeniem w mieście jest Nocny Festiwal Chichibu, który odbywa się co roku w grudniu i jest zaliczany do trzech najlepszych festiwali obok Gion Matsuri w Kioto i Takayama Matsuri w Takayamie.

## Chram Mitsumine
Kompleks Mitsumine-jinja, składający się z wielu pawilonów, znajduje się na zalesionym terenie, na szczycie góry Mitsumine. Przy wejściu stoi skonstruowana w rzadkim stylu potrójna brama torii. Przed nią ustawione są dwa kamienne wilki zamiast kamiennych psów (komainu), zwykle ustawianych w takim miejscu. Chram ten bowiem czci japońskie wilki, wymarłe zwierzę, które było czczone jako strażnik przed nieszczęściem.
Jedną z charakterystycznych cech chramu są misterne rzeźby znajdujące się na wielu jego pawilonach, zwłaszcza na bramie Zuishin-mon i sali ofiarnej. Tego rodzaju zdobienia można zobaczyć tylko w kilku innych miejscach, w tym w kompleksie-mauzoleum Nikkō Tōshō-gū, w Nikkō.

## Chram Chichibu
Chram Chichibu-jinja jest znany z Nocnego Festiwalu Chichibu (Chichibu Yomatsuri), który odbywa się co roku na początku grudnia. Mówi się, że świątynia ma ponad 1000 lat, a jej obecne pawilony zostały zbudowane w 1592 roku przy wsparciu Ieyasu Tokugawy (1543–1616).
Sanktuarium jest dobrze znane ze swoich skomplikowanych rzeźb, które zdobią główną salę i zawierają przedstawienia stworzeń, takich jak: tygrysy, małpy i smoki. Wiele rzeźb zostało wykonanych przez tych samych artystów, którzy byli odpowiedzialni za dekoracje Nikkō Tōshō-gū w Nikkō. 

## Chichibu Yomatsuri
Chichibu Night Festival (Chichibu Yomatsuri) to święto chramu Chichibu-jinja. Odbywa się co roku 2 i 3 grudnia. Night Festival jest uważany za jeden z trzech największych festiwali w Japonii, pozostałe to: Gion Matsuri w Kioto i Takayama Matsuri. Wozy-platformy (yatai) prezentowane w paradzie są bogato zdobione lampionami i pozłacanymi rzeźbami w drewnie, towarzyszy im muzyka bębnów i fletu.
Inną atrakcją festiwalu jest pokaz sztucznych ogni, który trwa prawie dwie i pół godziny, dając rzadką okazję podziwiania japońskich fajerwerków zimą. Wzdłuż ulic rozstawiane są stoiska sprzedające festiwalowe potrawy i ama-zake.

## Park Hitsujiyama
Park Hitsujiyama (Hitsujiyama Kōen) jest znany z pięknych pól floksów szydlastych (shibazakura, Phlox subulata), które zwykle kwitną od końca kwietnia do początku maja.
Znajdują się one na południowym krańcu parku i są pokryte kwiatami w kolorach różu, fioletu i bieli. 

## Galeria

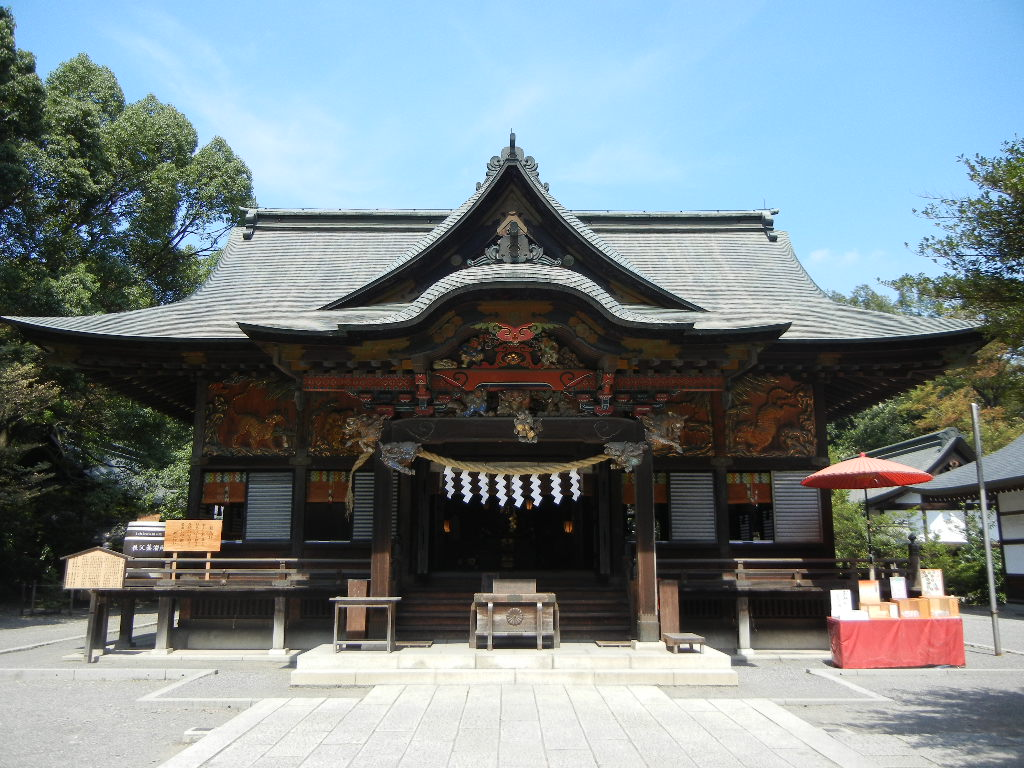
Chichibu-jinja
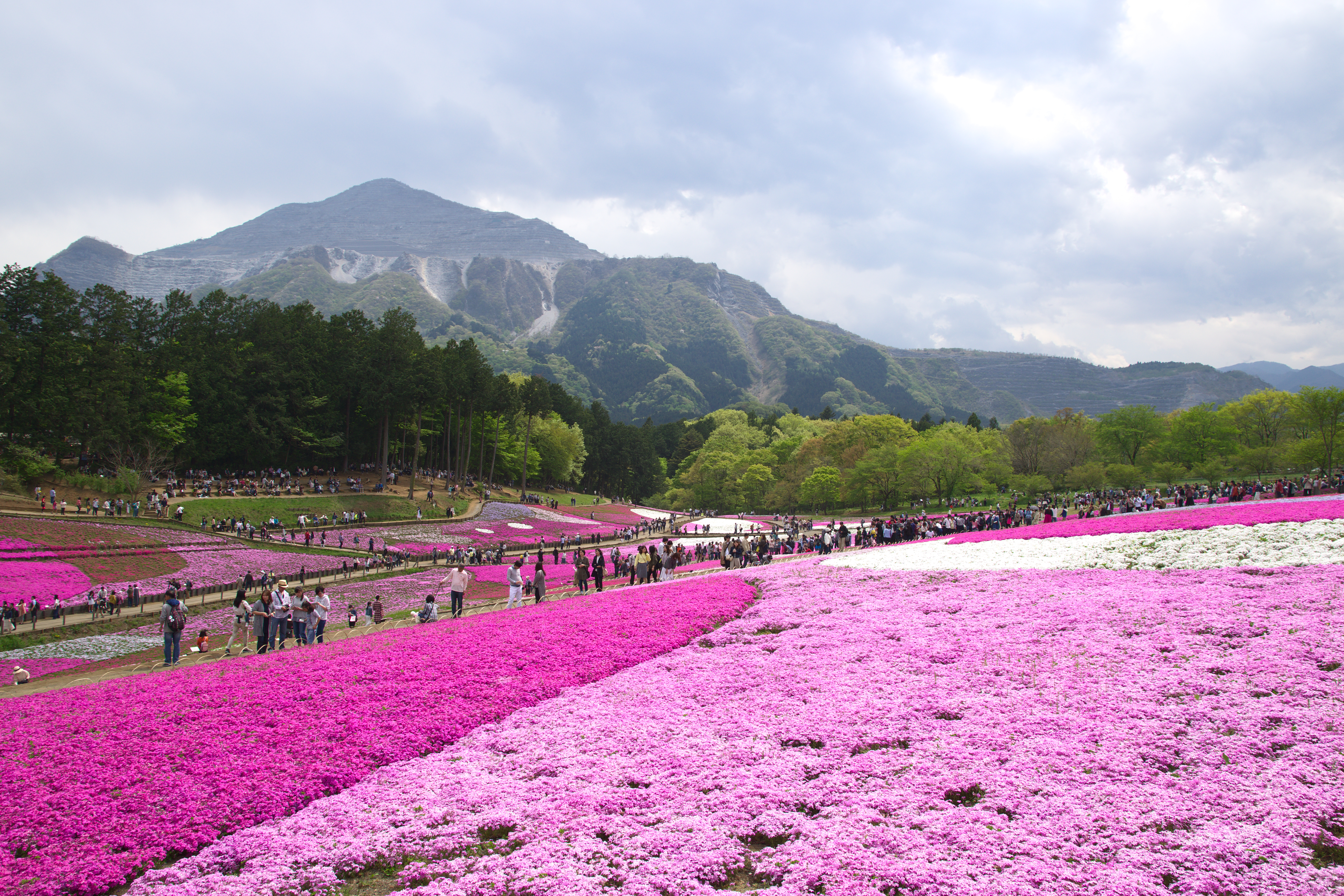
Shibazakura na tle góry Bukō (1304 m)
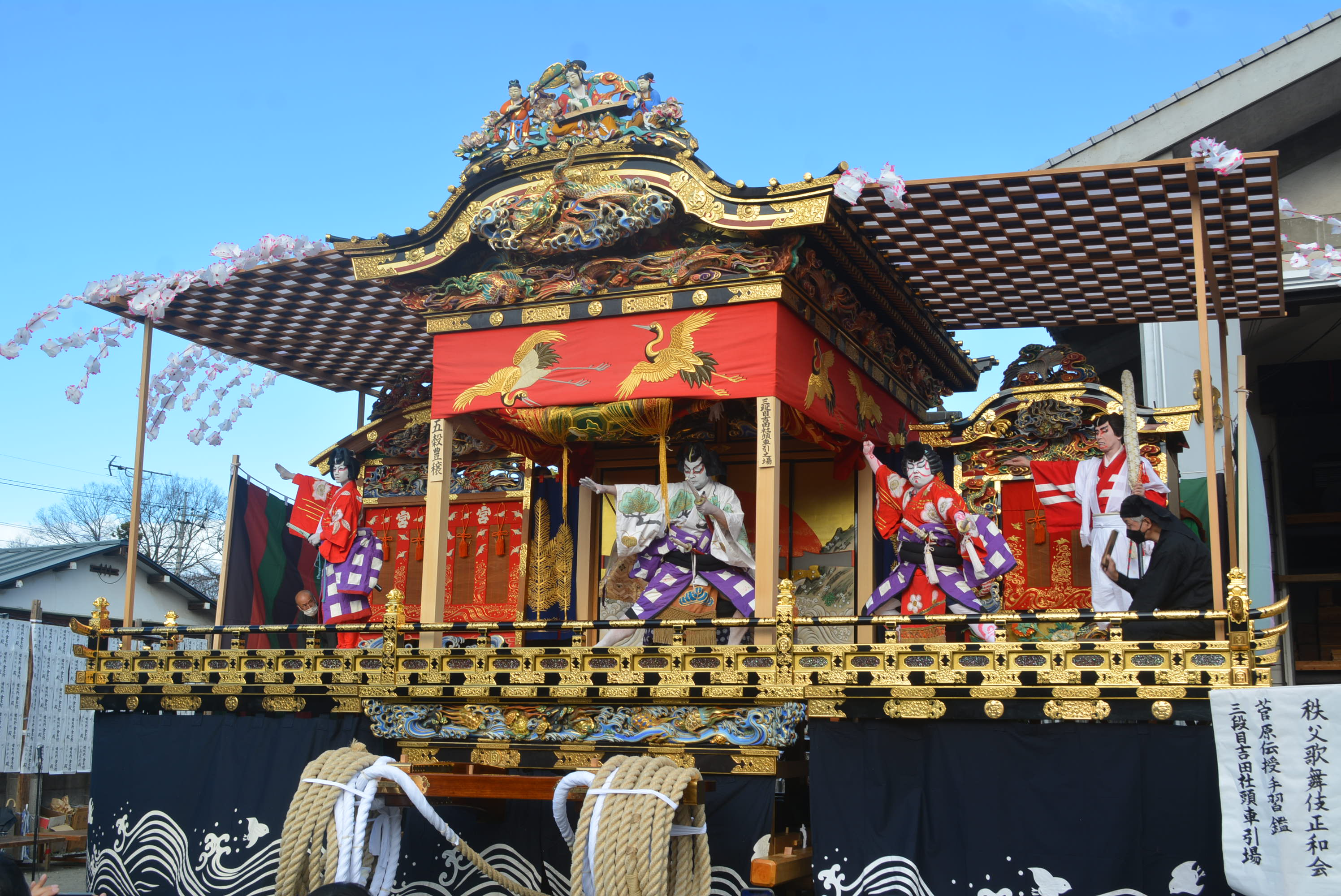
Miyaji Theater (kabuki), Yomatsuri
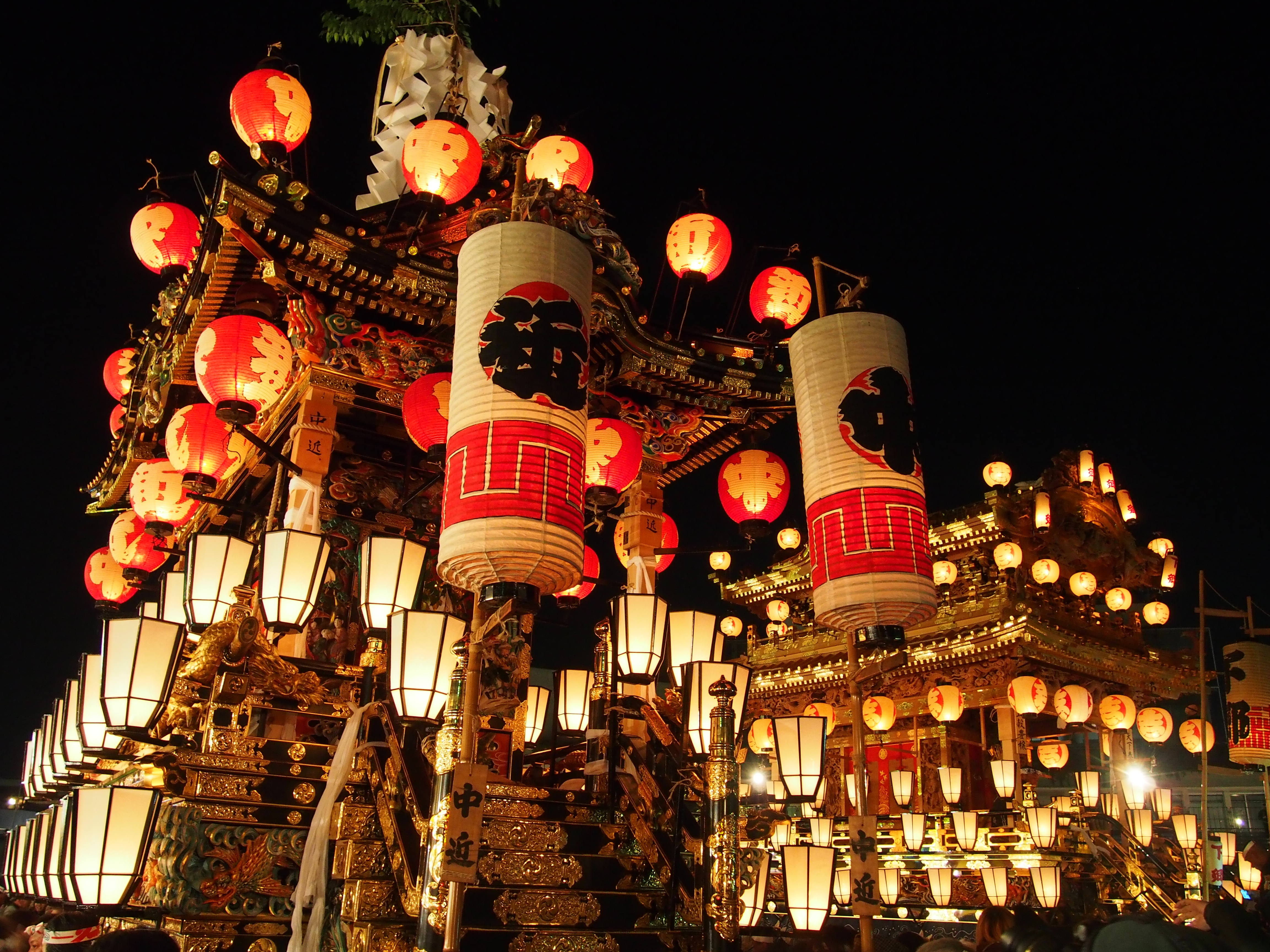
Nocny Festiwal
Mitsumine-jinja